# Cyclone Kamisy
Le cyclone intense Kamisy est un cyclone tropical intense survenu en avril 1984 dans le Sud Ouest de l'océan Indien . Il a touché Madagascar, Mayotte et les Comores, causant des dégâts considérables sur les cultures, équipement et  habitations.

## Évolution météorologique
Le système s’est formé le 3 avril 1984 près de Diego-Garcia, et a été baptisé Kamisy le 5 avril, et a atteint le stade de « cyclone tropical intense » le 7 avril selon Météo‑France et JTWC,. Il a rapidement été reclassé en tempête tropicale modérée par Météo-France à La Réunion, suivant une trajectoire ouest-sud-ouest. Après s'être brièvement affaiblie en dépression tropicale, Kamisy a commencé à tourner vers l'ouest et le 5 avril, la tempête a été reclassée en tempête tropicale modérée pour la deuxième fois.
Tôt le 7 avril, Kamisy a été reclassé en tempête tropicale sévère car il avait obtenu une cote T4.0 avec la technique de Dvorak,. Par la suite, la tempête a commencé à s'approfondir rapidement et tard dans la journée, le JTWC a annoncé que Kamisy avait atteint des vents soutenus sur une minute de 170 km/h, équivalent à un ouragan de catégorie 2. Pendant ce temps, le MFR a reclassé le système en cyclone. Tôt le 8 avril, le JTWC a estimé qu'il avait atteint son intensité maximale de 185 km/h. À ce moment, le système était un cyclone intense selon Météo-France.
Le 9 avril, Kamisy a atteint  Diego-Suarez, sur la pointe nord de Madagascar (Antsiranana/Diego‑Suarez), avec des vents soutenus sur 10 minutes de 170 km/h et rafales jusqu’à 250 km/h. Puis, il s'est affaibli par le relief malgache, il traverse ensuite le Canal du Mozambique et se renforce et passe  à proximité de Mayotte le 10 avril, avec vents à 148 km/h à Pamandzi et précipitations de 139,7 mm en 24 heures.
Recourbant vers Madagascar, il et touche la côte au nord de Mahajanga, où il laisse 232 mm en 24 h, passe par les hautes terres centrales pour sortir dans le Nord de Toamasina le 13 avril. Kamisy devient post-tropical le 16 avril et se dissipe finalement le lendemain,.

## Bilan humain et matériel
Au total :
- 68 décès à Madagascar, plus 100 000 sans‑abri ; environ 39 000 personnes déplacées à Antsiranana[6] ;
- dont 15 morts et des dégâts majeurs à Mahajanga ; 1 mort, 20 000 sinistrés à Mayotte[5],[4] ;
- Coûts estimés à 250 millions $US de dégâts, incluant infrastructures, agriculture, écoles et hôpitaux[6].

### Madagascar
À Madagascar, Kamisy a été la tempête la plus forte à avoir frappé le pays entre 1980 et 1993. À Diego Suarez, la tempête a causé des dégâts importants, en particulier dans les zones résidentielles. Dans toute la ville, 80 % des bâtiments ont été endommagés et la ville a été détruite à 85 %. L'approvisionnement en électricité et en eau a été coupé. À proximité, à Befaria, une léproserie, qui abritait 200 patients et leurs familles, a été endommagée. Le petit village de Mangaoka a été contraint de se déplacer de 100 m à l'intérieur des terres. À Tamatave, un pic quotidien de précipitations de 294 mm a été mesuré et 711 mm sont tombés sur une période de six jours. En raison des précipitations, 70 % de la population de la ville s'est déplacée vers les hauteurs. À Antsiranana, 30 000 des 40 000 habitants se sont retrouvés sans abri et avec peu de nourriture et d'eau.
Après avoir touché terre pour la deuxième fois, 80 % du port de Mahajanga a été détruit, où 42 120 personnes se seraient retrouvées sans abri. De nombreux quartiers de la ville, dont la population était de 45 000 habitants, ont été complètement emportés. De nombreuses rizières de la région ont été détruites en raison des inondations généralisées du fleuve. Plusieurs écoles de la ville ont été détruites. Ailleurs, la ville de Movoya a également été en grande partie détruite.

### Mayotte
Le passage près de Pamandzi (10–11 avril) a provoqué :
- Rafales à 148 km/h, houle de 5 à 8 m ;
- Destruction de nombreuses cases, pertes agricoles et dégâts dans les infrastructures (réseaux électriques coupés 48 h, téléphonie endommagée à 70 %)[7] ;
- Estimation de 168 M FRF de dégâts (soit le budget local annuel en 1984), avec un mort et 20 000 sinistrés[5].

### Ailleurs
Toutes les récoltes de bananes et de riz ont été détruites par la tempête aux Comores et aux Seychelles.

## Conséquences et mémoire
- Reconstruction rapide des réseaux, soutenue par la solidarité internationale (France, USA) et un bateau-usine français[6].
- Mémoire du cyclone encore présente à Mayotte, malgré une invisibilisation dans les médias au fil du temps[9].

## Contexte historique
Kamisy reste l’un des cyclones les plus déclencheurs depuis 1911 dans le nord de Madagascar. Il faisait partie de la saison cyclonique 1983–1984, avec d’autres cyclones marquants comme Andry, Bakoly et Jaminy.